# Таня Димитрова (актриса)
Таня Димитрова Иванова-Пенева (родена на 11 септември 1963 г.) e българска актриса. Активно се занимава с озвучаване на филми, сериали и реклами. Известна е с ролята си на Силвия Сартори в сериала „Забранена любов“.

## Биография
Завършва актьорско майсторство за драматичен театър във ВИТИЗ „Кръстьо Сарафов“ през 1985 г. в класа на професор Анастас Михайлов.
В периода 1985 – 1989 г. е актриса в Драматичния театър в Кърджали. От 1989 до 2011 г. е актриса в трупата на театър „Българска армия“ в София.
Няколко години е водеща на ежегодните театрални награди „Аскеер“. Тя е гласът на Глобул и Теленор в периода 2003 – 2022 г.

## Театрални роли
- Мирандолина в „Мирандолина“ от Карло Голдони
- Клариче в „Любовта към трите портокала“ от К. Гоци
- Антигона в „Антигона“ от Жан Ануи
- Ана в „Игра на живота и смъртта в пепелната пустиня“ от Хория Ловинески
- Мариана в „Тартюф“ от Жан-Батист Молиер
- Дона във „Величието и падението на Стефан Стамболов“ от Стефан Цанев
- Луси в „Глава на медуза“ от Борис Виан
- Клея в „Езоп“ от Г. Фигейредо

## Филмография
- „Забранена любов“ (2008 – 2009) – Силвия Сартори
- „Внукът на дядо Коледа“ (1998, реж. Петър Бакалов) – майката на Лъчко и Асен
- „Любовни сънища“ Италия / България (1994, реж. Иван Ничев) - майката на Едгар
- „Любовниците“ (8-сер. тв, 1991 – 1992) – съседка (във II серия: Сами (1991))
- „Живот на колела“ (5-сер. тв, 1990)
- „Време разделно“ (2-сер., 1987, реж. Людмил Стайков) – майката на Манол и Караибрахим
- „Мъгливи брегове“ (1985, българско-съветска продукция, реж. Юрий Карасик) – Райна
- „Златният век“ (11-сер. тв, 1984) – Лиса (в VI серия)
- „Игра на живота и смъртта в пепелната пустиня“ (реж. М. Гетов)
- Deathstalker IV: Match of Titans (САЩ) – Лияла
- Death Train (САЩ)

## Кариера на озвучаваща актриса
Таня Димитрова се занимава с дублаж от 1995 г. Едни от първите филми, които е озвучила, са „Денис Белята“, издаден на видеокасета от Александра Видео, и „Магьосникът от Оз“, излъчен по Ефир 2.
По-известна е с работата си по „Спасители на плажа“ (дублаж на БНТ), „Спешно отделение“, „Вдовицата в бяло“, „Есмералда“, „Фарскейп“, „Наричана още“ (дублаж на студио Доли), „Ориндж Каунти“, „Лас Вегас“, „Джерико“ (дублаж на студио Доли) и „Мистериите на мис Фишър“ (дублаж на Андарта Студио), както и анимационните поредици „Пиратите на тъмната вода“ (дублаж на Мулти Видео Център) и „Американски татко!“.
През 2007 г. печели наградата „Икар“ в категория „най-добър дублаж“ (тогава наричана „Златен глас“) за дублажа на „Мърфи Браун“ и „Спешно отделение“. В тази категория е номинирана заедно с Борис Чернев за „Бягство от затвора“ и „Изгубени“, Васил Бинев за „Франк Рива“ и „Бягство от затвора“ и Елена Русалиева за „Изгубени“ и „Отчаяни съпруги“.
Работи и като режисьор на дублажа в Доли Медия Студио.
| Актриса                    | Заглавия | Роли                                                                   |
| -------------------------- | --- | ---------------------------------------------------------------------- |
| Аби Брамъл                 | Касъл (дублаж на студио Доли) От местопрестъплението (дублаж на студио Доли)                                                                                              | Каръл Торнтън Дебра                                                    |
| Ан Рамзи                   | Безследно изчезнали Касъл | Бри Буш Лора Макавой                                                   |
| Ана Пакуин                 | Х-Мен Х-Мен 2 (дублаж на Медиа Линк) Истинска кръв | Мари Д'Анканто/Плевел Суки Стакхаус                                    |
| Анджела Басет              | Семейство Робинсън Ноториъс Код: Олимп Зловеща семейна история: Хотел | Милдред Волета Уолъс Лин Джейкъбс Рамона Роял                          |
| Анди Макдауъл              | Четири сватби и едно погребение Салон за красота Мечтатели Градчето Сидър Коув                                                                                            | Кери Тери Инид Голдбърг Оливия Локхарт                                 |
| Вайола Дейвис              | Кейт и Леополд (дублаж на Диема Вижън) Джеси Стоун: Хладнокръвно Джеси Стоун: Смърт в рая                                                                                 | Полицайка Моли Крейн                                                   |
| Вирджиния Медсън           | Отбивки Числото 23 | Мая Рандал Агата Спароу/Фабриция                                       |
| Джейми Лий Къртис          | Моето момиче 2 Шивачът от Панама (дублаж на Диема Вижън) | Шели Сълтънфъс Луиза Пендъл                                            |
| Джейми Пресли              | Смъртоносна битка (дублаж на PRO.BG) Мама | Мика Джил Кендъл                                                       |
| Джейн Линч                 | Пол (дублаж на Диема Вижън) Разбивачът Ралф Ралф разбива интернета | Пат Стивънс Сержант Тамора Джийн Калхуун                               |
| Дженифър Бийлс             | Касъл Нощна смяна | Агент София Търнър Д-р Сид Дженингс                                    |
| Дженифър Гарнър            | Наричана още Раждането на лъжата Клубът на купувачите от Далас Александър и безкрайно лошият ден Девет живота                                                             | Сидни Бристоу Анна Макдугълс Д-р Ийв Сакс Кели Купър Лара Бранд        |
| Джеси Шрам                 | Падащи небеса Посади любов | Карън Надлър Джени                                                     |
| Джесика Алба               | Опасно синьо (дублаж на TV7) Чък за късмет (дублаж на студио Доли) Любовен гуру                                                                                           | Саманта „Сам“ Никълсън Кам Уекслър Джейн Бълард                        |
| Джесика Ланг               | Ах, този джаз Зловеща семейна история: Къща за убийства Зловеща семейна история: Лудница Зловеща семейна история: Свърталище на вещици Зловеща семейна история: Фрийк шоу | Анджелик Констанс Лангдън Сестра Джуд Мартин Фиона Гуд Елза Марс       |
| Джина Торес                | Наричана още (в пети сезон) Касъл | Анна Еспиноса Пенелъпи Фостър                                          |
| Джоун Алън                 | Тетрадката (дублаж на bTV) Превъзходството на Борн (дублаж на Арс Диджитал Студио) Ултиматумът на Борн (дублаж на Арс Диджитал Студио)                                    | Ан Хамилтън Памела Ланди                                               |
| Джулия Ормънд              | Легенди за страстта (дублаж на Диема Вижън) Усещане за сняг | Сузана Финканън-Лъдлоу Смила Джаспърсън                                |
| Диане Крюгер               | Съкровището Съкровището: Книгата на тайните Скитница | Абигейл Чейс Търсача и Лейси                                           |
| Ел Макферсън               | Батман и Робин (дублаж на БНТ) Острието (дублаж на БНТ) | Джули Мадисън Мики Морз                                                |
| Еси Дейвис                 | Мистериите на Мис Фишър (дублаж на Андарта Студио) Мис Фишър и криптата на сълзите                                                                                        | Мис Фрайни Фишър                                                       |
| Емили Блънт                | На ръба на утрешния ден (дублаж на Медиа Линк) Вдън горите (втори дублаж на студио Доли)                                                                                  | Сержант Рита Вратаски Жената на пекаря                                 |
| Камерън Диас               | Ангелите на Чарли: Газ до дупка (дублажи на Арс Диджитал Студио и Диема Вижън) Палавата класна                                                                            | Натали Кук Елизабет Халси                                              |
| Кандис Бъргън              | Мърфи Браун Поглед от върха | Мърфи Браун Сали Уестън                                                |
| Карина Ломбард             | Легенди за страстта (дублаж на Диема Вижън) Спаси ме | Изабел Декър Лъдлоу Жоневиев                                           |
| Кейт Бланшет               | Талантливият мистър Рипли (дублаж на Диема Вижън) Дарбата | Мередит Лог Анабел „Ани“ Уилсън                                        |
| Кейт Уинслет               | Титаник (дублаж на БНТ) Заразяване | Роуз ДеУит Букатър Д-р Ерин Миърс                                      |
| Кели Роуън                 | Хук (дублаж на Диема Вижън) Ориндж Каунти Касъл | Майката на Питър Пан Кърстин Коен Декан Карла Фелър                    |
| Кели Ху                    | Стрелата Касъл | Чайна Уайт/Чиен На Уей Скарлет Джоунс                                  |
| Ким Бейсингър              | Батман (втори дублаж на БНТ и дублаж на студио Доли) Вечният жених Поверително от Ел Ей (дублаж на bTV) Опасна жертва Чарли Сейнт Клауд (дублаж на Медиа Линк)            | Вики Вейл Вики Андерсън Лин Бракън Дела Майърс Клеър Сейнт Клауд       |
| Криста Алън                | Джеси Стоун: Без милост Касъл | Сиси Наоми Дювре                                                       |
| Кристин Барански           | Добрата съпруга Вдън горите (първи и втори дублаж на студио Доли) Добрата битка                                                                                           | Даян Локхарт Мащехата на пепеляшка Даян Локхарт                        |
| Куин Латифа                | Бръснарницата 2: Отново в играта Да кажа или да не кажа? | Джина Норис Сюзън Уорнър                                               |
| Лесли Хоуп                 | Джеси Стоун: Тънък лед Касъл Тиранин | Сидни Грийнстрийт Гуен Харуин Лея Ексли                                |
| Линда Хънт                 | Водно конче Твоите, моите и нашите (дублаж на Диема Вижън) Военни престъпления: Лос Анджелис                                                                              | Сестра Маделин Г-жа Една Мюниън Хенриета „Хети“ Ланг                   |
| Лиса Едълстийн             | Д-р Хаус (в епизоди 5 – 8 и 21 – 24 от втори сезон, дублаж на студио Доли) Касъл                                                                                          | Лиса Къди Рейчъл Маккорд                                               |
| Макензи Моузи              | От местопрестъплението (дублаж на студио Доли) Вдън горите (първи и втори дублаж на студио Доли) Добрата битка                                                            | Емили Марш Рапунцел Сабрина Уин                                        |
| Мери Елизабет Мастрантонио | Животът ми дотук Безследно изчезнали (дублаж на Андарта Студио) Закон и ред: Умисъл за престъпление Високо напрежение                                                     | Мойра „Мъмзи“ Петигрю Ан Касиди Капитан Зоуи Калас Насрийн „Наз“ Пуран |
| Мерил Стрийп               | Преди и след това (дублаж на БНТ) Вдън горите (първи дублаж на студио Доли)                                                                                               | Д-р Каролин Райън Вещицата                                             |
| Мерседес Мейсън            | Касъл Военни престъпления: Лос Анджелис | Мария Касияс Ейми Тейлър Уолш                                          |
| Миси Пайл                  | Историята на Пепеляшка: Имало една песен Мама | Гейл Ван Рейвънсуей Наташа                                             |
| Мишел Монахан              | Превъзходството на Борн (дублаж на Арс Диджитал Студио) Жертва на спасение                                                                                                | Ким Анджи Дженаро                                                      |
| Мишел Трактенбърг          | Купонът на живота ти Военни престъпления: Лос Анджелис | Ашли Лили Локхарт                                                      |
| Мишел Форбс                | Истинска кръв Ловците | Мериан Форестър Джордан Флин                                           |
| Мора Тиърни                | Спешно отделение Спаси ме | Аби Локхарт Кели Макфий                                                |
| Моран Атиас                | Тиранин 24: Наследството | Лейла Ал-Файед Сидра                                                   |
| Никол Кидман               | Батман завинаги (дублажи на БНТ и студио Доли) Скрити белези | Д-р Чейс Меридиан Фония Фарли                                          |
| Одри Мари Андерсън         | Стрелата (от първи до четвърти сезон) Касъл | Лайла Майкълс Обри Хаскинс                                             |
| Оливия Уайлд               | Ориндж Каунти Примамката | Алекс Кели Лайза                                                       |
| Памела Андерсън            | Спасители на плажа (дублаж на БНТ) В.И.П. (дублаж на bTV) | Кейси Джийн „Си Джей“ Паркър Валъри Айрънс                             |
| Попи Монтгомъри            | Безследно изчезнали Незабравимо (дублаж на студио Доли) | Саманта „Сам“ Спейд Кери Уелс                                          |
| Сандра Бълок               | Разрушителят (втори дублаж на БНТ) Мрежата Време да убиваш (дублаж на Диема Вижън)                                                                                        | Ленина Хъксли Анджела Бенет Елън Роарк                                 |
| Сигорни Уийвър             | Точен прицел (дублаж на bTV) Мрежата Пол (дублаж на Диема Вижън) | Рекс Брукс Големия                                                     |
| Сюзън Сарандън             | Малки жени Падението на Игби | Маргарет „Марми“ Марч Мими Слокъмб                                     |
| Тери Поло                  | Дупката Касъл (дублаж на студио Доли) | Сюзън Томпсън Кейла Барън                                              |
| Уила Холанд                | Ориндж Каунти Сламени кучета | Кейтлин Купър Джанис Хедън                                             |
| Франка Потенте             | Самоличността на Борн (дублаж на Арс Диджитал Студио) Превъзходството на Борн (дублаж на Арс Диджитал Студио)                                                             | Мари Кройц                                                             |
| Хали Бери                  | Жената на богаташа Х-Мен Х-Мен 2 (дублаж на Медиа Линк) Х-Мен: Дни на отминалото бъдеще Парола: Риба меч (дублаж на Медиа Линк)                                           | Джоси Потенца Ороро Мънро/Буря Джинджър Ноулс                          |
| Хелън Мирън                | Съкровището: Книгата на тайните Бесни страшни пенсии 2 Война на дронове                                                                                                   | Емили Апълтън Виктория Уинслоу Полковник Катрин Пауъл                  |
| Хилари Тък                 | Безследно изчезнали Д-р Хаус (дублаж на студио Доли) | Беки Кара Мейсън                                                       |

## Награди
- 1989 г. – награда на САБ за най-добра млада актриса
- 2007 г. – „Икар“ за Златен глас

## Личен живот
Омъжена е за актьора Илиян Пенев, от когото има един син. Има и една дъщеря от предишния си брак.